# Kreibich Tamás-gyilkosság
A Kreibich Tamás-gyilkosság egy 1982. január 26-án elkövetett gyilkosság Budapest IV. kerületében, a Rózsa utca 8. szám alatti lakóház X. emeletének tetőkijáratánál. A gyilkosságot a 31. éves Bencsik László Tibor követte el.
1982. január 26-án a késő délutáni órákban a Budapest, IV. kerület Rózsa utca 8. VI/33. szám alatt lakó 8. esztendős Kreibich Tamásnak nyoma veszett. A fiút hiába várták a szülei, akik a keresésére indultak, de nem találták sehol, majd éjféltájt az édesanya átkutatta a lakóházukat, és a 10. emeleti tetőkijárat folyosóján rátalált gyermeke holttestére, mely meztelenül feküdt a kövezeten. Ruhái a közelében szét voltak dobálva.

## Előzmények
A 31 éves vádlott kétévesen került állami gondozásba, majd 18 éves koráig különböző intézetekben lakott. A kisegítő iskola hét osztályát végezte el, és semmilyen szakmát nem tanult. Betanított és segédmunkásként dolgozott, munkahelyeit gyakran váltogatta. Utolsó munkahelye a BKV-nál volt, ahonnét a bűncselekményt megelőző héten lépett ki. Ott havi 4500 forintot keresett, különféle karbantartói munkákat bíztak rá. Az éjszakákat várótermekben töltötte, nappal a fővárosban csavargott. A gyilkosság napján, 1982. január 26-án is céltalanul bolyongott Újpesten. Elhatározta, hogy bármi áron, akár nővel, akár férfivel szexuális kapcsolatot létesít.
A fiút 16 óra tájban pillantotta meg, aki az Erzsébet utcai (ma Lázár Ervin Általános Iskola) 
általános iskolából tartott hazafelé. Utána ment a Rózsa utcai bérházba, majd együtt beszálltak a liftbe, ahol Bencsik leütötte a gyereket, és a 10. emelet feletti szintre vitte, ahol fajtalankodni kezdett vele. A fiú magához tért, és menekülni próbált, azonban Bencsik megfojtotta egy bőr nadrágszíjjal. A vádlottat másnap Kecskeméten fogták el.

## Elfogása
Kreibich Tamás gyilkosát az éjszakai szolgálat alatt találták meg a járőrök a kecskeméti vasútállomáson. Egy sarokban gubbasztott egy nagy barna kabátban, ami azonnal gyanús lett a járőröknek, akik igazoltatták. A papírjai látszólag rendben is voltak, azonban gyanús lett a rendőröknek, akik kikérdezték. Bencsik arra a kérdésre, hogy hol lakik, azt válaszolta, hogy Budapesten, majd a rendőr megkérdezte tőle, hogy mit keres Kecskeméten, melyre azt a választ adta, hogy a testvérét jött meglátogatni, azonban pontos címet nem tudott adni, arra hivatkozva, hogy tíz éve nem járt nála. Látszólag minden rendben volt, azonban a tapasztalt rendőröket nem hagyta nyugodni ez a férfi, és további kérdéseket tettek fel neki. Korábban felmerült a nyomozás során, amikor még nem volt ismeretes az elkövető, hogy valahol a IV és XIII. kerületekben élhet. Valóban volt egy bérelt lakása a XIII. kerületben. A bővebb kihallgatás során olyan kérdések merültek fel, hogy miért jött Kecskemétre? munkát szeretne?, és miért épp most érkezett a városba?! Arra sem tudott választ adni, hol szállt le a buszról, amivel érkezett. Az őrszobán természetesen hazugságokba bonyolódott az alaposabb kérdések feltevése közben. Állítása szerint aznap Lábatlanon volt, és a rokonokat látogatta meg. Természetesen bebizonyosodott, hogy aznap nem járt a településen, de előtte is már nagyon régen. Korábbi büntetéseit is elhallgatta arra a kérdésre felelve, hogy volt-e már büntetve.  Az őrszobán egy harmadik rendőr is csatlakozott kollégáihoz, aki elmondta, hogy azon a kedden - a gyilkosság napján - látta az elkövetőt, amint a kerületben álldogált egy ABC áruház előtt egy kisfiúval, aki állítása szerint egy utcát keresett. Arra a kérdésre, hogy mit keresett a kerületben, azt a választ kapta az őrmester: "Ott lakom". Természetesen nem volt igaz, hogy az őrmester aznap Újpesten járt, mert nem is ismerte a területet. Ez csak egy beugratás volt a részéről, ami mégközelebb hozta az igazsághoz a rendőröket.
Arra a kérdésre, hogy a gyermek melyik utcába akart menni, Bencsik a Rózsa utcát jelölte meg, miközben fellélegzett. Ez felettébb furcsa volt a rendőröknek. Természetesen az ellentmondások továbbra is fennálltak. majd elmondta: "Hétfőn összevesztem az élettársammal, és az éjszakát a Nyugati Pályaudvaron töltöttem, majd reggel kimentem Újpestre szétnézni. A kora délutáni időben egy 9 éves fiúval találkoztam, akit elkísértem hazáig, majd felmentünk lifttel a 10. emeletre". Ezek után szégyenérzet nélkül beszélt a kisfiúval való fajtalankodásról, aki ellenkezett, és menekülni próbált, azonban Bencsik befogta a száját. Azt tagadta, hogy megfojtotta volna.

## Ítélet
A Fővárosi Bíróság 1982. július 14-én Bencsik László Tibort aljas célból elkövetett emberölés bűntette miatt életfogytig tartó szabadságvesztésre ítélte, valamint eltiltotta tíz évre a közügyek gyakorlásától. A Legfelsőbb Bíróság azonban november 24-én az első fokú bíróság ítéletét megváltoztatta, és halálra ítélte a vádlottat. Az indoklás szerint a vádlott életmódja alapján nincs esély arra, hogy megváltozzon, és a társadalom védelmének érdekében megkívánja a kiszabható legsúlyosabb büntetést. A bűncselekmény különösen veszélyes volta, és tárgyi súlya is indokolta ezt a büntetést. A vádlott és védője kegyelmi kérvényt nyújtott be, azonban ezt elutasították, és az ítélet jogerőre emelkedett. Bencsik Lászlót 1983. január 4-én, Budapesten felakasztották.